# Cinta de servei expedicionari de les Forces Aèries
La cinta del servei expedicionari aeri i espacial (anglès: Air and Space Expeditionary Service Ribbon - AFESR) és un distinció militar de la Força Aèria dels Estats Units i la Força Espacial dels Estats Units que es va crear per primera vegada el juny de 2003 com a Cinta del servei expedicionari de la Força Aèria. La cinta s'atorga a qualsevol membre de la Força Aèria o de la Força Espacial que completi un desplegament de contingència estàndard. El 16 de novembre de 2020, el secretari de la Força Aèria va canviar el nom de la cinta del servei expedicionari de la Força Aèria a Cinta del servei expedicionari aeri i espacial.
Les regulacions de la cinta del servei expedicionari aeri i espacial defineixen un desplegament com a quaranta-cinc dies consecutius o noranta dies no consecutius en estat desplegat. Les ordres de servei temporal també es compleixen amb el requisit de noranta dies. Per als desplegaments que superin els 45-90 dies, s'atorgarà una única cinta de servei expedicionari aeri i espacial durant tot el període en lloc d'emetre diversos premis per al mateix període de servei desplegat.
La recepció de la cinta també qualifica per a rebre la Medalla de les Forces Armades Expedicionàries o la Medalla del Servei a les Forces Armades.

## Marc daurat
De manera similar a la insígnia d'identificació del servei de combat (CSIB) de l'exèrcit dels Estats Units, per als membres del servei que serveixen en zones de combat designades i participen en operacions de combat, es pot adjuntar un marc daurat, que la Força Aèria i la Força Espacial es refereix com una vora d'or a la cinta bàsica de l'ASESR. Tanmateix, també es pot atorgar a aquells que serveixen en àrees on el membre del servei rep una paga de foc hostil i dona suport a les operacions de combat. El marc d'or només s'emet com a premi únic, independentment del nombre d'operacions de combat en què serveix un membre del servei.
La cinta del servei expedicionari aeri i espacial amb una vora daurada també es pot atorgar a determinades assignacions de combat "per l'horitzó", com ara vehicles pilotats a distància i operadors espacials per emprar una arma de llarg abast en una zona de combat. Per tant, és possible guanyar la frontera d'or separada geogràficament del camp de batalla per milers de milles. Aquest personal, però, primer ha d'haver guanyat la cinta del servei expedicionari aeri i espacial abans que la cinta es pugui actualitzar amb una vora daurada.
Els premis addicionals de la cinta del servei expedicionari aeri i espacial es denoten amb manats de fulles de roure i el premi és retroactiu a l'1 d'octubre de 1999.

## Simbolisme
La franja central és de color blau clar i representa la capacitat de la Força Aèria i la Força Espacial. Des d'aquesta franja central cap a fora a cada costat, la franja blanca estreta representa la integritat; el blau ultramar representa el desplegament mundial; el groc del Departament de la Força Aèria representa l'excel·lència, i les dues últimes franges (escarlata i blava) representen els Estats Units.